# Nikola Vučević
Nikola Vučević (černohorsky: Никола Вучевић; * 24. října 1990 Morges) je černohorský basketbalista. Od roku 2011 působí v severoamerické NBA, v letech 2011–2012 v klubu Philadelphia 76ers, v letech 2012–2021 hrál za Orlando Magic, od roku 2021 působí v Chicago Bulls. Dvakrát byl vybrán do NBA All-Stars (2019, 2021). S černohorskou reprezentací se zúčastnil mistrovství Evropy 2011, 2013 a 2017 (21., 17., 13. místo). Narodil se ve Švýcarsku, kde jeho otec Borislav Vučević, rovněž profesionální basketbalista, v té době působil v klubu Adecco Olympique Lausanne. V patnácti letech přežil železniční nehodu u Bioče, při níž zahynulo 45 lidí. Krom černohorského má též belgické občanství.